# Couy
Couy ist eine französische Gemeinde mit 376 Einwohnern (Stand: 1. Januar 2022) im Département Cher in der Region Centre-Val de Loire. Sie gehört zum Kanton Avord und zum Gemeindeverband Berry-Loire-Vauvise. Die Einwohner werden Coiatiens genannt.

## Geografie
Couy liegt im Berry etwa 32 Kilometer ostnordöstlich von Bourges. Umgeben wird Couy von den Nachbargemeinden Sévry im Norden, Charentonnay im Nordosten und Osten, Garigny im Osten und Südosten, Villequiers im Süden und Südwesten, Gron im Westen sowie Chaumoux-Marcilly im Nordwesten.
Durch die Gemeinde führt die Via Lemovicensis, einem der vier historischen „Wege der Jakobspilger in Frankreich“.

## Bevölkerungsentwicklung
| Jahr                       | 1962 | 1968 | 1975 | 1982 | 1990 | 1999 | 2009 | 2019 |
| Einwohner                  | 451  | 417  | 371  | 305  | 308  | 344  | 381  | 363  |
| Quellen: Cassini und INSEE |      |      |      |      |      |      |      |      |

## Sehenswürdigkeiten
- Kirche Saint-Martin